# Mulgravea bhutanica
Mulgravea bhutanica är en tvåvingeart som beskrevs av De och Gupta 1995. Mulgravea bhutanica ingår i släktet Mulgravea och familjen daggflugor.
Artens utbredningsområde är Bhutan. Inga underarter finns listade i Catalogue of Life.